# 必載
必載（Must carry）為媒體用語，政府要求有線電視用戶，應有可收看無線電視頻道之權利，且是無償授權。

## 歷史來源
美國70年代時為有線電視發展初期，美國聯邦通信委員會（FCC）擔心無線電視影響觀眾訂閱有線電視的意願，因此規定無線電是應無償授權給有線電視，使有線電視的用戶也能看無線頻道。

## 影響
使無線電視頻道能透過必載達到其餘8成的收視戶，以保收視率。

## 台灣使用必載的影響
台灣目前無線電視數位化後可在數十個頻道播出，但收視率僅總人口15%。